# 6-idrossimelleina O-metiltransferasi
La 6-idrossimelleina O-metiltransferasi è un enzima appartenente alla classe delle transferasi, che catalizza la seguente reazione:
S-adenosil-L-metionina + 6-idrossimelleina ⇄ S-adenosil-L-omocisteina + 6-metossimelleina
Anche la 3,4-deidro-6-idrossimelleina può agire da accettore. La 6-metossimelleina è una fitoalexina prodotta dai tessuti delle carote.